# Sylvi Belleau
Sylvi Belleau, née en 1961, est une conteuse, écrivaine, actrice et directrice artistique québécoise,.

## Biographie
Sylvi Belleau est née en 1961. Elle détient un baccalauréat avec une majeure en cinéma et une mineure en théâtre de l'Université de Montréal, une maîtrise en art dramatique de l’Université du Québec à Montréal, et est doctorante en arts de la scène à l’Université Laval,. Elle a aussi été formée en Kathakali, une forme de théâtre dansé en Inde traditionnellement réservée aux hommes, lors de quelques séjours qu'elle y a fait,,.    
Elle compte parmi ses inspirations les « contes russes à la mythologie de l’Inde en passant par les légendes amérindiennes, inuites et québécoises », ainsi que les voyages,. Elle a fait partie du Groupe de la Veillée et participé au spectacle L'Idiot de Dostoïevski pendant trois ans ce qui fut pour elle « un travail d'approfondissement sur les archétypes, sur la gestuelle ».   
S'adressant à un public jeunesse, Belleau fonde le Théâtre de la Source en 1985, où elle a écrit une dizaine de pièces de théâtre et adapté plusieurs contes traditionnels,. Elle compte plus de deux-mille cinq-cent représentations à son actif.    
Belleau fait partie du programme Culture à l'école, où elle a donné plus de quatre-cents cinquante ateliers auprès des jeunes,. Elle est une des membres fondatrices de Festilou, un festival de contes pour les 7 à 17 ans, fondé en 2010,,. Pendant vingt ans, Belleau a dirigé la série Arbraconte au Théâtre de l’Esquisse.  
Elle s'est produite dans de nombreux événements, dont au Festival Interculturel du Conte, au Festival Montréal en Lumière, à la Fête des Enfants de Montréal, à la Fête de l’histoire, au Musée des Beaux Arts de Montréal, au Festival de la Parole en Nouvelle-Écosse, ainsi qu'en France et en Inde.  
En 2013, elle publie un conte, Grindel et le bouc de Noël, chez Planète rebelle, qui est une adaptation de la pièce Julbok, le bouc de Noël, qu'elle a présenté pendant plus de vingt ans au Théâtre de la Source. 
Belleau a reçu le prix Gardien(ne) du conte des Conteurs du Canada en 2019 pour l'ensemble de sa carrière. 

## Œuvres

### Contes
- Grindel et le bouc de Noël, Sylvi Belleau et Suzane Langlois, Montréal, Planète rebelle, 2013  (ISBN 9782924174067)

## Prix et honneurs
- 2019 - Prix Gardien(ne) du conte des Conteurs du Canada[7]